# Le Plessis-Hébert
 Le Plessis-Hébert  là một xã thuộc tỉnh Eure trong vùng Normandie miền bắc nước Pháp.